# Resolució 1469 del Consell de Seguretat de les Nacions Unides
La Resolució 1469 del Consell de Seguretat de les Nacions Unides, adoptada per unanimitat el 25 de març de 2003 després de reafirmar totes les resolucions anteriors del Sàhara Occidental, en particular la Resolució 1429 (2002) el consell va ampliar el mandat de la Missió de Nacions Unides pel Referèndum al Sàhara Occidental (MINURSO) per dos mesos fins al 21 de maig de 2003.
El Consell de Seguretat va ampliar l'operació de la MINURSO per permetre que Marroc i el Front Polisario consideressin les propostes presentades per l'Enviat Personal del Secretari General de les Nacions Unides James Baker III per a una solució política a la disputa i manifestar llurs opinions. La proposta preveia l'autodeterminació del poble del Sàhara Occidental. A més, es va demanar al secretari general Kofi Annan que presentés un informe per 17 de març de 2003 sobre la situació.